# Azyl polityczny
Azyl polityczny właściwie  prawo azylu – schronienie na terytorium jakiegoś państwa udzielane cudzoziemcom (azylantom) prześladowanym przez władze innego państwa.
Azyl polityczny udzielany jest osobom prześladowanym z powodów rasowych, koloru skóry, pochodzenia narodowego lub etnicznego, religii, przynależności do określonej grupy społecznej, poglądów politycznych.